# Lucrezia Borgia (film 1919)
Lucrezia Borgia è un film del 1919 diretto da Augusto Genina, sul personaggio di Lucrezia Borgia.

## Trama
Il film narra in breve la vita di Lucrezia Borgia, sorella di Cesare Borgia e figlia illegittima di Papa Alessandro VI.
Fin da piccola la ragazza è stata costretta a sposare vari uomini a scelta del padre ed infine morta di parto in un monastero dove si era ritirata a pregare.